# Age (incisore)
Age (in greco antico: ῍Αγη ma anche ῾Αγή o ῍Αλη?) è una legenda che appare su alcuni stateri.
La legenda ΑΓΗ è stata da taluni interpretata come firma di un incisore che sarebbe stato attivo in Magna Grecia nel IV secolo. La legenda si trova sul rovescio di alcuni didracmi coniati dalla città di Terina, nel Bruttium.
Il rovescio mostra la dea Nike seduta e alata che tiene un kerykeion (caduceo) nella mano sinistra e una hydria nella mano destra.
Il nome è scritto in lettere molto piccole e in un punto nascosto sulla base su cui poggia Nike, quindi Heinrich Brunn l'ha interpretato come il nome dell'incisore del conio.
Désiré-Raoul Rochette invece ha espresso l'opinione che possa essere il nome di una fonte (aghè o ale). Non era quindi sicuro che la legenda fosse da interpretare come firma dell'artista.
Raoul-Rochette ritenne anche che l'inizio dello stesso nome fosse stato trovato anche su un tetradramma coniato verso il 335 a.C. a Metaponto, tetradramma che presenta sul rovescio una testa maschile con barba ed elmo (testa di Leucippo).
Tuttavia la dimensione delle lettere dovrebbe far escludere la possibilità che si tratti del nome dell'incisore.